# Leevre
Leevre (en allemand Lewer) est un village de la commune de Märjamaa du comté de Rapla en Estonie. Il est situé à l'ouest du comté, près de la frontière avec les comtés de Lääne et Harju.
Le barrage de Leevre est situé dans le village.

## Démographie
Leevre est un petit village à la population peu importante, 17 habitants en 2021. Cette population reste stable depuis 2000.
| Année | Habitants |
| ----- | --------- |
| 2000  | 15        |
| 2011  | 18        |
| 2019  | 23        |

| Année | Habitants |
| ----- | --------- |
| 2020  | 22        |
| 2021  | 17        |